# Amata sirius
Amata sirius är en fjärilsart som beskrevs av William Lucas Distant 1897. Amata sirius ingår i släktet Amata och familjen björnspinnare. Inga underarter finns listade i Catalogue of Life.